# Cantonul Dinard
Cantonul Dinard este un canton din arondismentul Rennes, departamentul Ille-et-Vilaine, regiunea Bretania, Franța.

## Comune
- Dinard (reședință)
- Le Minihic-sur-Rance
- Pleurtuit
- La Richardais
- Saint-Briac-sur-Mer
- Saint-Lunaire